# 朱林卡
48°26′30″N 29°44′51″E / 48.44167°N 29.74750°E

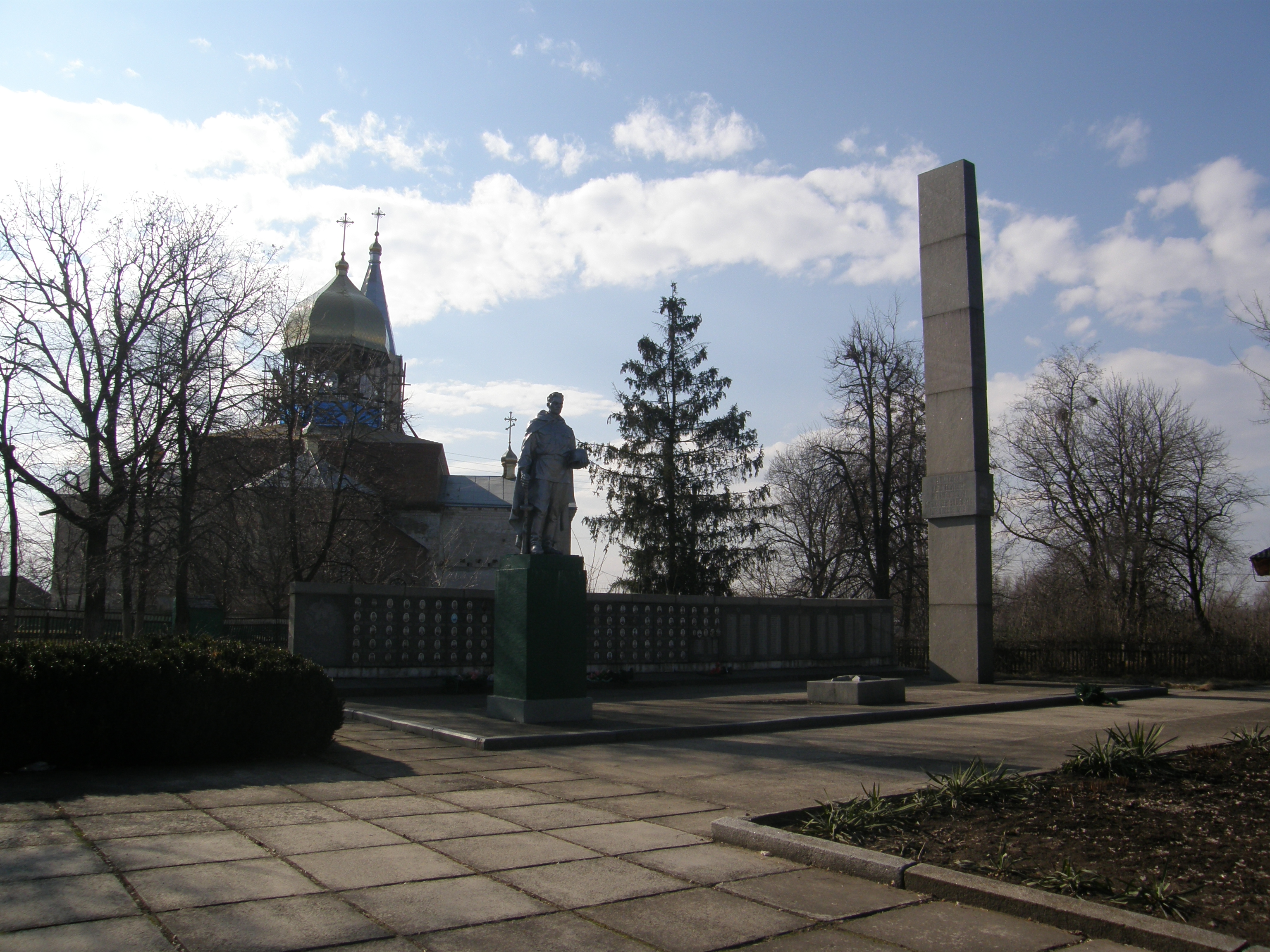
英雄烈士纪念碑

朱林卡（羅馬化：Dzhulynka）是烏克蘭西部文尼察州海辛區朱林卡市镇内的村落及其行政中心。始建於1681年，面積5.97平方公里，海拔高度140米，2001年人口3,953，人口密度每平方公里661.8人。